# Sarra Trabelsi
Pour les articles homonymes, voir Trabelsi.
Sarra Trabelsi, née le 24 mai 1993, est une rameuse d'aviron tunisienne. 

## Carrière
Sarra Trabelsi obtient aux championnats d'Afrique 2010 la médaille d'or en skiff juniors et la médaille de bronze en deux de couple poids légers avec Raja Mansour.